# ظراح (إب)

تعديل مصدري - تعديل

ظراح محلة تابعة لقرية البرعات، التابعة لعزلة ريمان بمديرية إب إحدى مديريات محافظة إب في الجمهورية اليمنية.، بلغ تعداد سكانها 182 حسب تعداد اليمن لعام 2004.